# Dolmen von Tièrgues

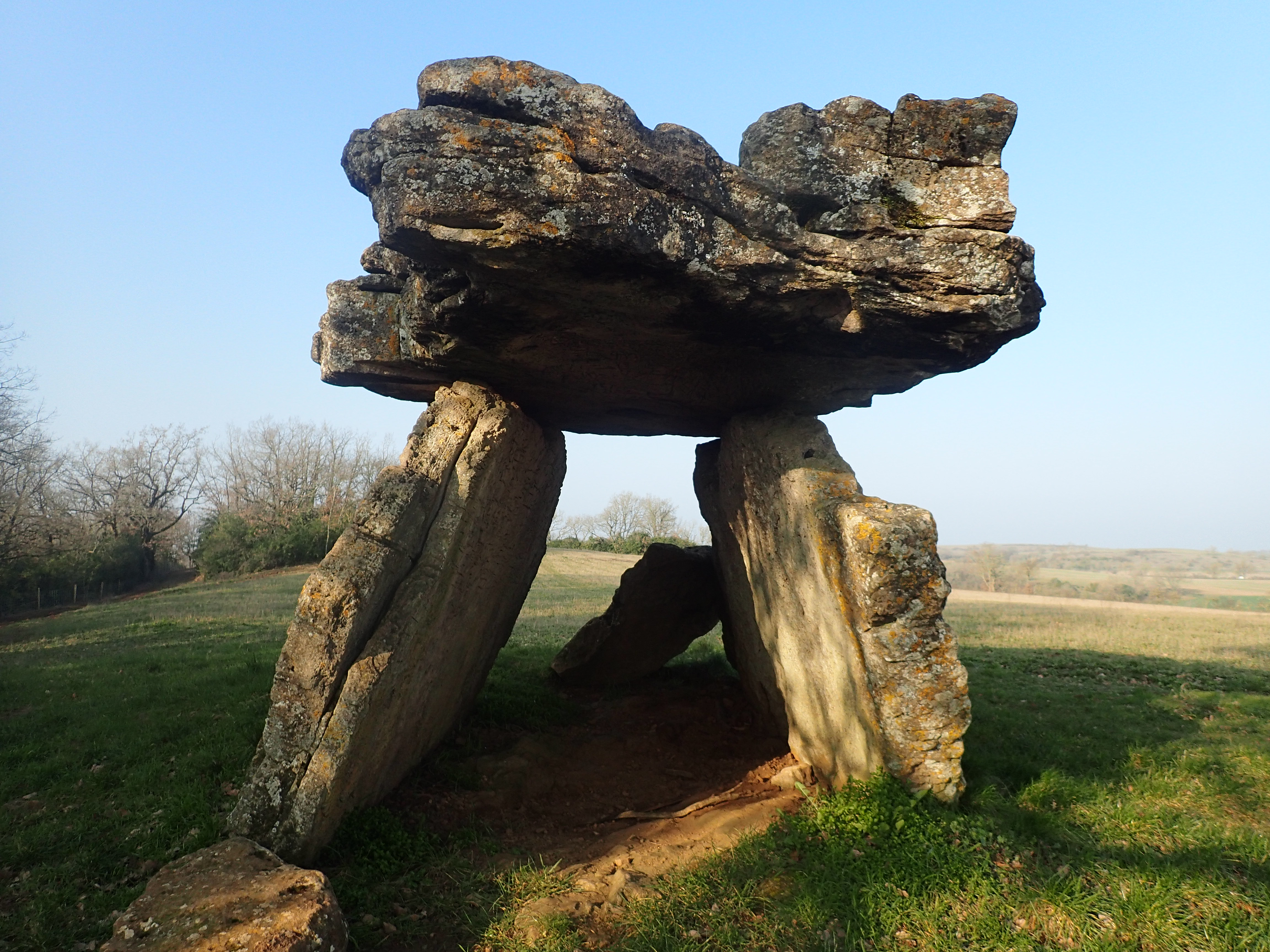
Dolmen von Tiergues

Der Dolmen von Tièrgues liegt nordwestlich von Tiergues, einem Ortsteil der Stadt Saint-Affrique im Département Aveyron in Frankreich. Dolmen ist in Frankreich der Oberbegriff für neolithische Megalithanlagen aller Art (siehe: Französische Nomenklatur).
Der Dolmen von Tiergues ist etwa 4,0 Meter lang und 2,0 Meter hoch und breit. Er hat zwei lange Seitenplatten und einen zerbrochenen Endsteinrest. Der ebene Deckstein bedeckt die Nordost-Südwest orientierte Kammer. Es gibt Reste eines Hügels und einige große Steinbrocken umgeben ihn.
Er ist einer der 20 oft nicht gut erhaltenen Dolmen, die im 20. Jahrhundert von Émile Cartailhac (1845–1921) untersucht wurden. Die dabei gemachten Funde sind in die Museen von Rodez und Toulouse verbracht worden.
Die Dolmen im Aveyron treten oft in Gruppen auf und 92 % aller Dolmen wurden aus Kalksteinplatten errichtet.
Der Dolmen wurde 1889 als Monument historique klassifiziert.
In der Nähe liegen die Dolmen von Foncouverte, Taurine und Crassous.

Dolmen von Tiergues
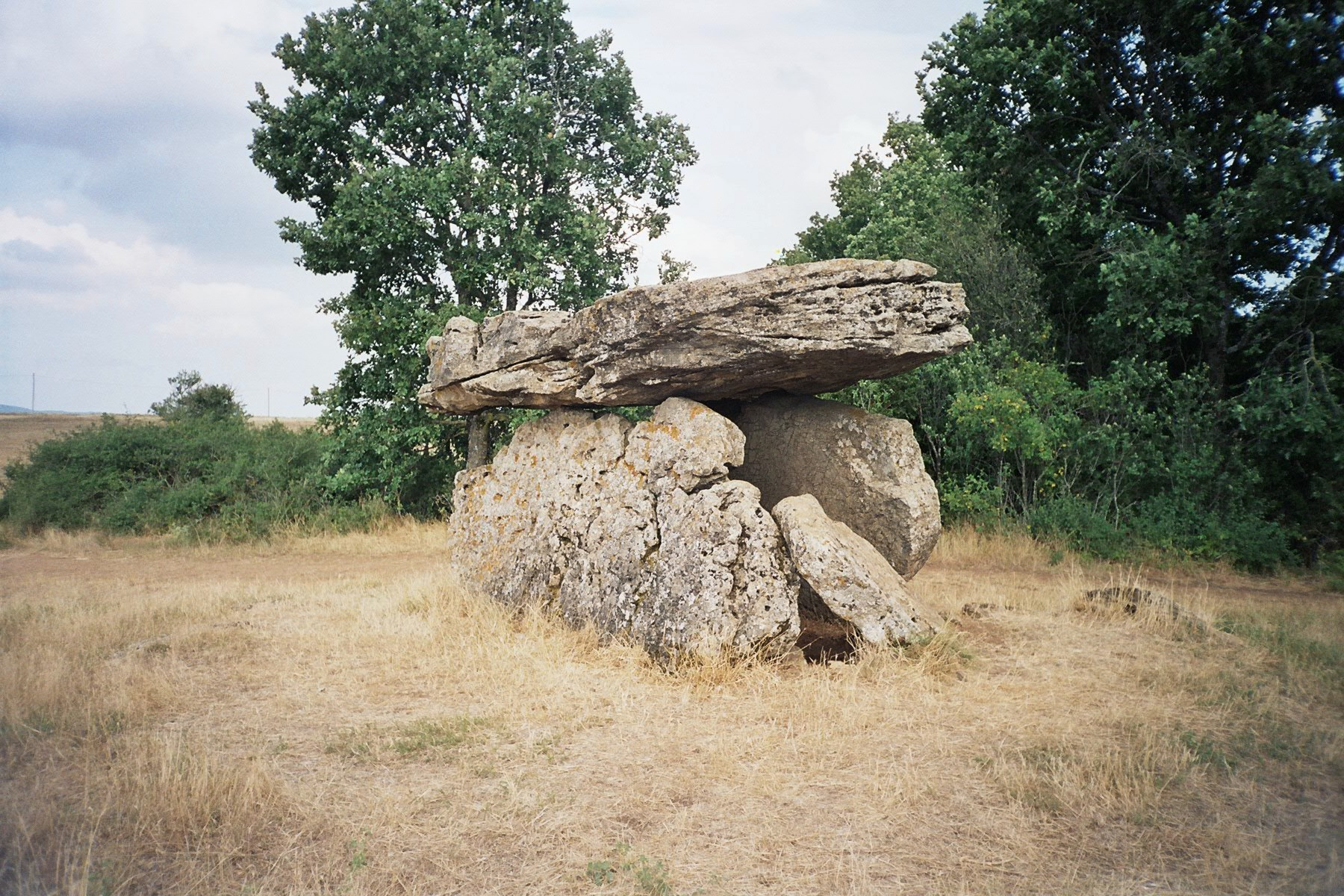
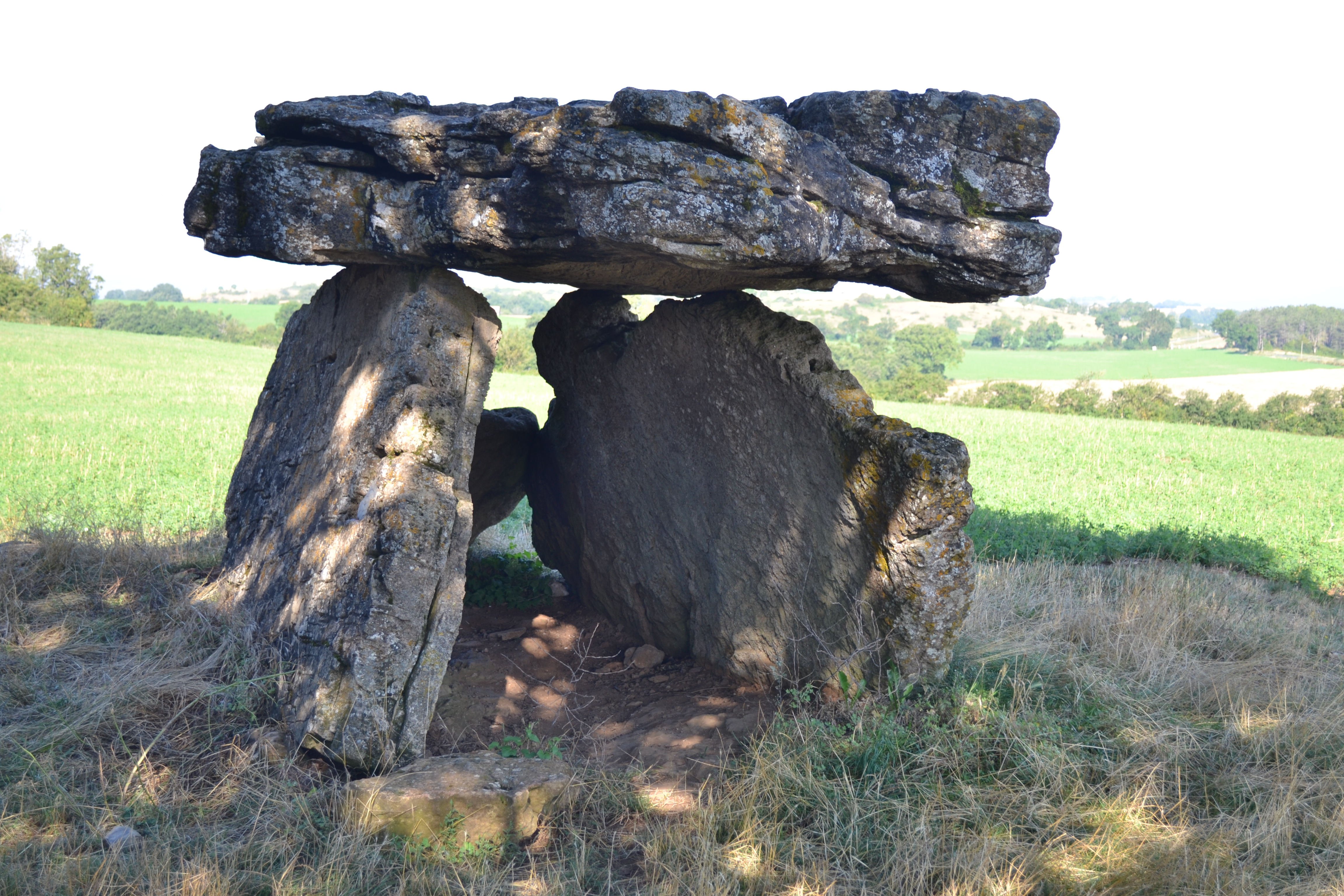
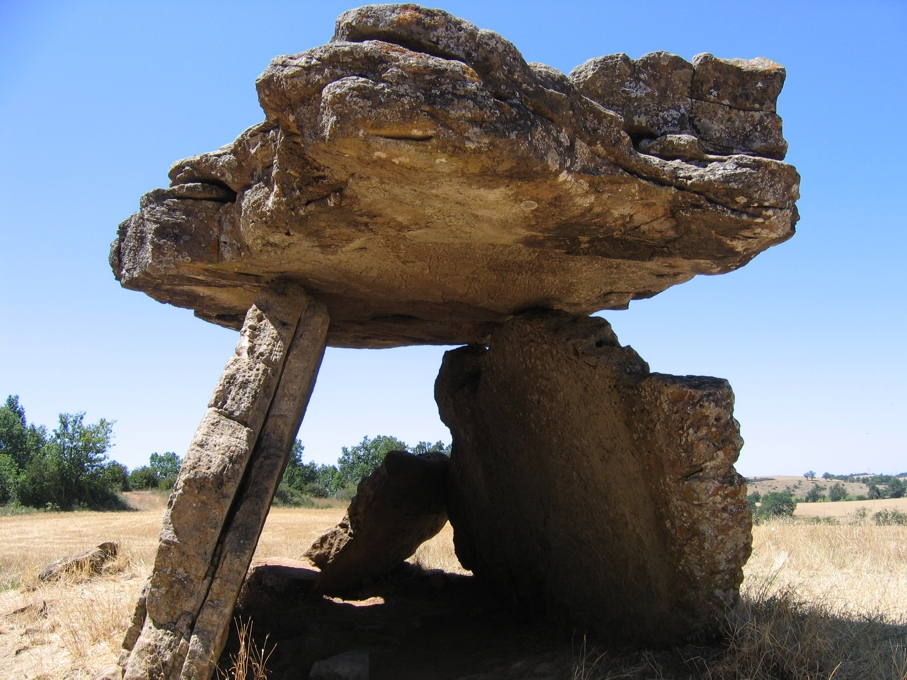
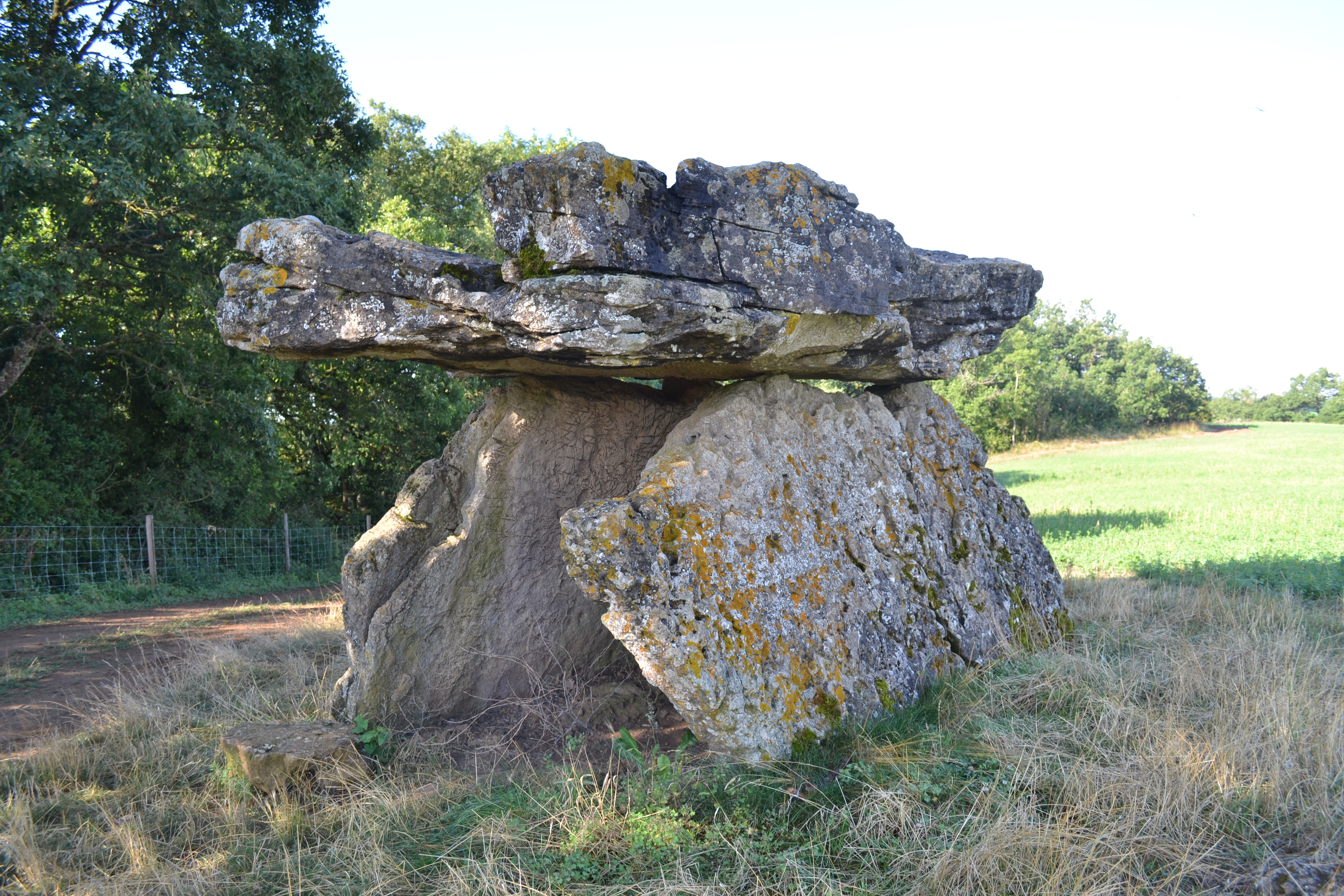